# Musée Gadagne
Die Musées Gadagne bilden einen Museumskomplex in der Altstadt der Stadt Lyon in Frankreich. Sie befinden sich im „Hôtel des Pierrevive“, das im allgemeinen Sprachgebrauch auch „Hôtel Gadagne“ genannt wird. Das in dem Viertel Saint-Jean angesiedelte Ensemble besteht aus einem Museum für Lyoner Geschichte und einem weiteren für die „Kunst der Marionette“. Wegen Baufälligkeit wurde das Museum 1998 geschlossen und nach mehr als 10 Jahren an Renovierungs- und Erweiterungsarbeiten am 12. Juni 2009 wieder eröffnet.

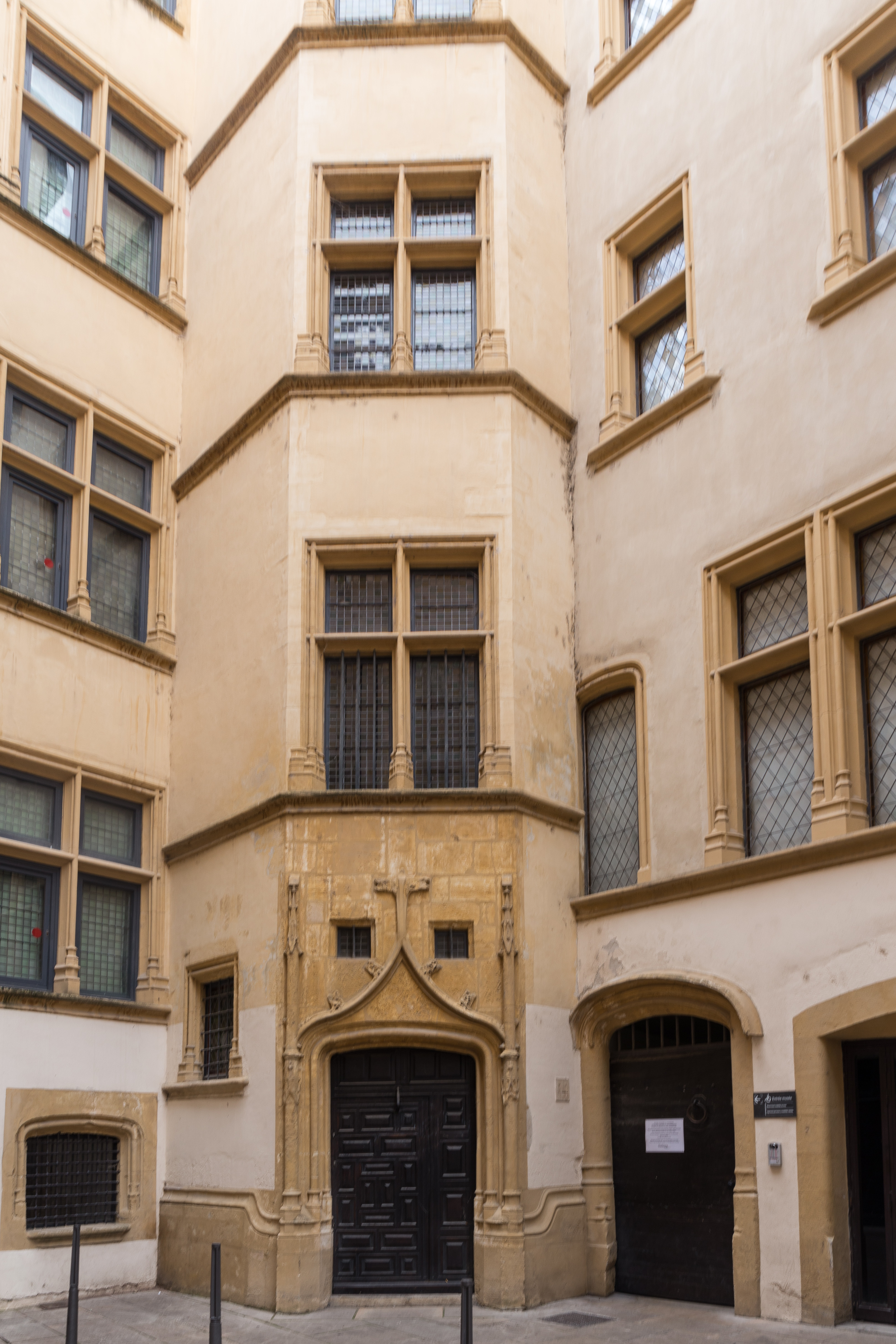
Eingang der 12 rue de Gadagne.

## Das Hôtel Particulier
Das Museum befindet sich in einem Hôtel Particuler, das im frühen 16. Jahrhundert von den Brüdern Pierrevive gebaut und ab 1538 von dem Kaufmann und Bankier Thomas Il de Gadagne angemietet wurde. Aufgekauft durch seine Söhne, Guilaume und Thomas III im Jahre 1545 erfährt es sofort größere Umbaumaßnahmen. Die Differenzen zwischen den beiden Brüdern ist derart, das sie jeweils einen der Hauptgebäudteile bewohnen, was sie jedoch nicht daran hindert ein großes Leben zu führen und prächtige Feste auszurichten. Sie bleiben bis 1581 Eigentümer.
Die Gadagne (bzw. Guadagni) sind eine reiche Familie florentinischer Herkunft, die ab dem 15. Jahrhundert in Lyon anwesend sind. Ihr kolossaler Reichtum, den sie aus Handel und der Bank Gadagne erwarben, führte in dieser Zeit zu dem Lyoner Sprichwort „Reich wie Gadagne“. Thomas I von Gadagne, der Großonkel von Guillaume und Thomas III, war mit Abstand der reichste Mann aus Lyon, der verschiedenen Königen Frankreichs Geld lieh und eine Expedition in die Neue Welt finanzierte. Er schenkt Luise von Savoyen einen Teil des Lösegelds, das die Befreiung von König Franz I. (Frankreich), der seit Schlacht von Pavia im Jahr 1525 Gefangener in Italien ist, ermöglicht.
Im 18. Jahrhundert wird das Gebäude in kleine Wohneinheiten aufgeteilt und verdankt seinen Bestand nur dem teilweisen Aufkauf durch die Stadt Lyon im Jahr 1902. Heute nimmt man eine Treppe die zu der Tür führt, die von einem ersten Gebäudekörper überragt wird. Man betritt einen großen, majestätischen Hof, der mit einem Brunnen geschmückt ist, und an dessen Ende sich eine Galerie von übereinander liegenden Passagen befindet, die den Verkehr zwischen den beiden Gebäuden auf jeder Etage ermöglichen.

## Die Museen
Das Gebäude ist seit 1920 als historisches Denkmal eingestuft. Es wurde schrittweise zwischen 1902 und 1920 von der Stadt Lyon aufgekauft.
Am 19. Januar 1998 beschloss der Stadtrat von Lyon umfangreiche Erweiterungs – und Renovierungsarbeiten, die im selben Jahr begannen. Das Gadagne-Museum bleibt jedoch bis Juli 2003 für die Öffentlichkeit zugänglich. Nach zehnjähriger Bauzeit und einer großen archäologischen Ausgrabungskampagne wird das Museum im April 2007 teilweise wiedereröffnet (temporäre Ausstellungshallen), dann vollständig im Juni 2009.

### Musée d’histoire de Lyon

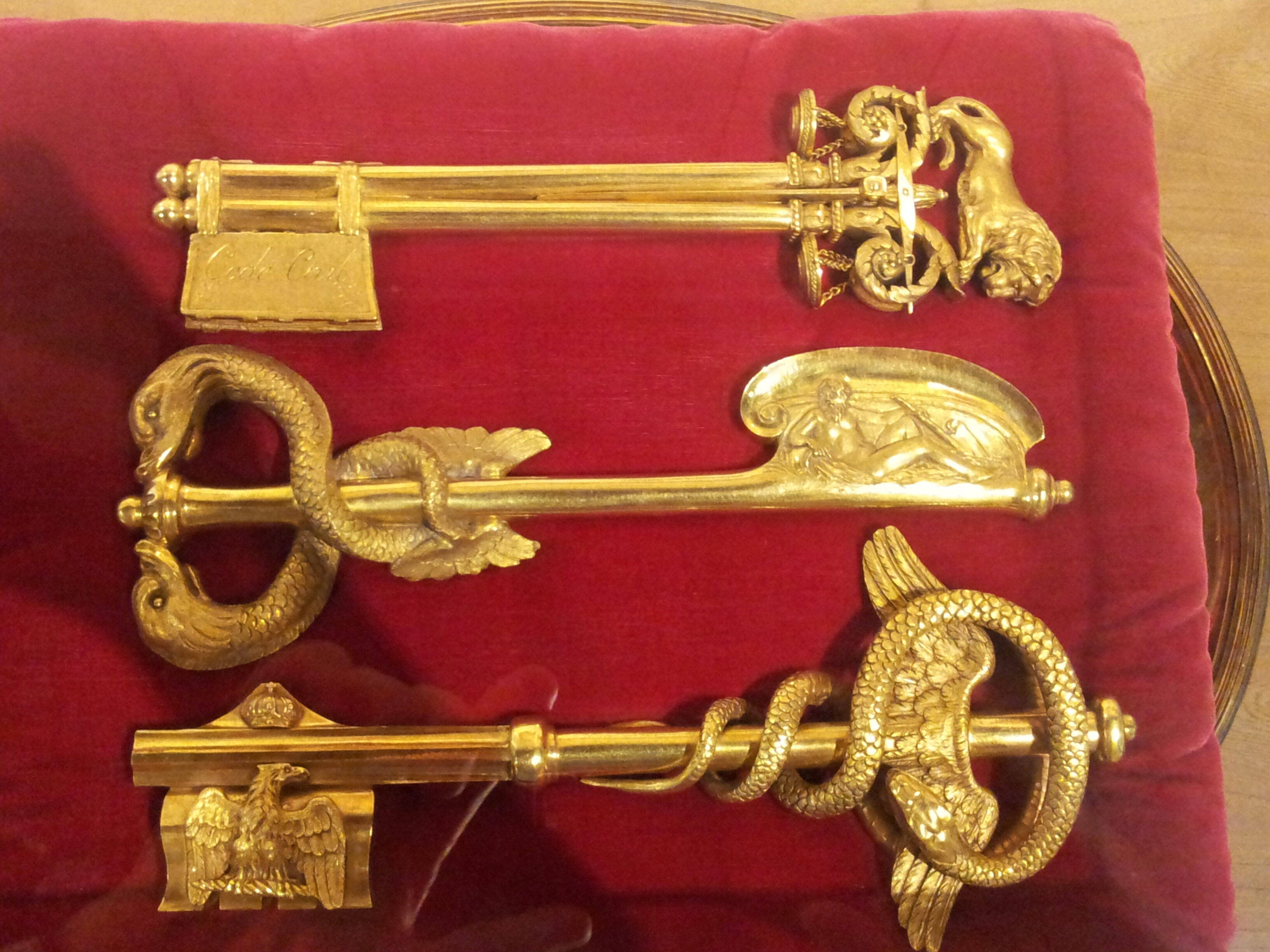
Die Schlüssel der Stadt Lyon

Seit 1921 ist das historische Museum von Lyon im Hotel Gadagne untergebracht. Es beherbergt die bis 1857 im Rathaus installierten Sammlungen. Die Geschichte der Stadt wird chronologisch von der Antike bis heute in 30 Räumen dargestellt, in welchen Objekte, Pläne, Stiche und Zeugnisse aus verschiedene Epochen gezeigt werden.

### Musée des arts de la marionnette

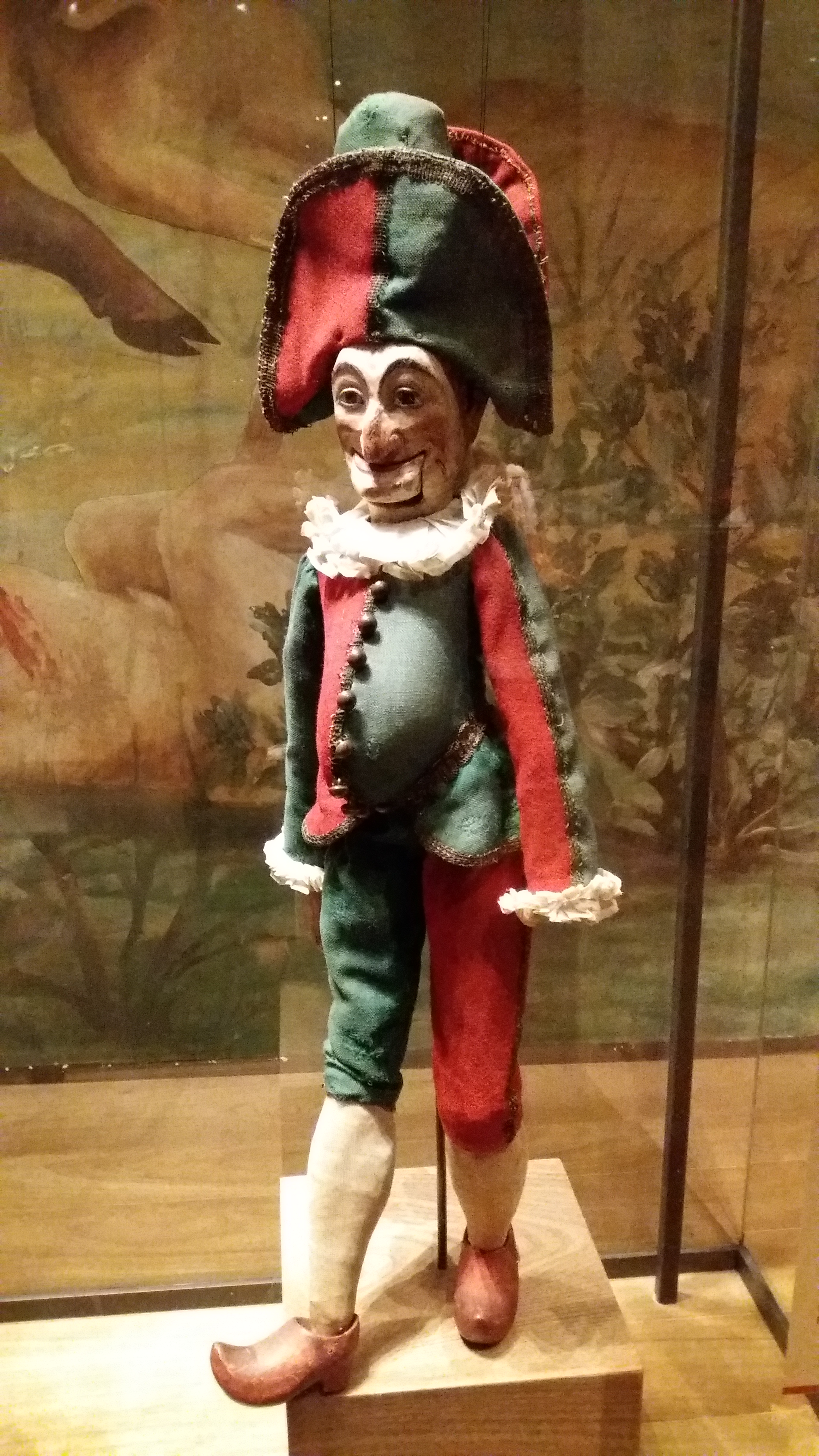
Marionnette à fil de Polichinelle.

Seit 1950 befindet sich im Hotel Gadagne das Puppenspielmuseum, welches rund um die originale Marionette Guignol herum organisiert ist. Der Besuch der Marionettensammlungen war früher ein integraler Bestandteil des Geschichtsmuseums von Lyon. Nach den Renovierungen der 2000er Jahre sind diese Sammlungen nun in einem eigenständigen Museumsraum zusammengefasst.
Im April 2017 wurden die ersten drei Räume des Rundgangs renoviert und das Museum in „Musée des arts de la marionnette“ umbenannt. Die folgenden sechs Räume blieben unverändert, aber ihre Sanierung ist für 2019 geplant.

## Besucherzahlen
| 2001   | 2002   | 2003   | 2004  | 2005   | 2006   | 2007   | 2008   | 2009   | 2010   | 2011    | 2012    | 2013    | 2014 |
| ------ | ------ | ------ | ----- | ------ | ------ | ------ | ------ | ------ | ------ | ------- | ------- | ------- | ---- |
| 34 493 | 35 425 | 19 871 | 9 932 | 11 289 | 10 832 | 24 107 | 69 587 | 97 000 | 95 291 | 108 598 | 105 133 | 100 299 |      |

Der Rückgang der Besucherzahlen im Jahr 2013 im Vergleich zu 2012 ist mit einem geringeren Interesse der Besucher an der Ausstellung „Lyon, centre du monde !“, im Vergleich zu den vorherigen Ausstellungen, insbesondere „Gourmandise“ und das „20. Jahrhundert“ zu erklären.